# 大埔镇
大埔镇，是中华人民共和国广西壮族自治区柳州市柳城县下辖的一个乡镇级行政单位。

## 行政区划
大埔镇下辖以下地区：
大埔城南社区、大埔城北社区、洛崖社区、六休村、里明村、中回村、正殿村、靖西村、龙台村、木桐村、洛古村、南村、洛崖村、中寨村、上里村、同境村、勤俭村、吉兆村、三塘村、田垌村和乐寨村。